# Charles des Moulins
Charles Robert Alexandre Des Moulins fue un botánico y malacólogo francés, nacido en 1798 y fallecido en 1875. 
Fue presidente de la Sociedad linneana de Burdeos. Publicó distintos escritos para el estudio de esta sociedad, en particular, su Catálogo razonado de las plantas fanerógamas de la Dordoña. Fue el primero que, en 1830, tuvo la idea de introducir plantas en los acuarios, para que los peces se beneficiaran del oxígeno que producen para su respiración. Hacia el final de su vida, afirmó claramente su oposición al darwinismo.
En taxonomía, su nombre se puede encontrar escrito Des Moulins. Fue el creador del género Dendranthema y de la especie Dendranthema indicum. En botánica, se le debe asimismo la descripción de Euphorbia milii. En el reino animal, se le asocian las especies Ceratoconcha domingensis y Scalpellum burdigalense.

## Algunas publicaciones
- 1829. Essai sur les Sphérulites. 156 p.

- 1831. Etudes s. l. Echinides

- 1840. Catalogue raisonn des plantes qui croissent spontanment dans le departement de la Dordogne. distribues d'aprs le synopsis florae Germanicae et Helveticae du docteur G.D.J. Koch. Bordeaux : Th. Lafargue.

- 1844. État de la végétation sur le Pic du Midi de Bigorre. 112 p.

- 1849. Catalogue raisonné des phanérogames de la Dordogne; Additions. 178 p.

- 1854. Lettre à M. le docteur C. Montagne, en réponse à son mémoire intitulé ; Coup d'œil rapide sur l'état actuel de la question relative à la maladie de la vigne. Burdeos, Lafargue,

- 1859: Comparaison des départements de la Gironde et de la Dordogne sous le rapport de leur végétation spontanée et de leurs cultures.[1]

- 1859. Catalogue raisonné des phanérogames de la Dordogne; Supplement final. 453 p.

- 1864. Le bassin hydrographique du Couzeau dans ses rapports avec la vallée de la Dordogne : la question diluviale et les silex ouvrés Archivado el 3 de marzo de 2016 en Wayback Machine.. Ed. Coderc, Bordeaux.

- 1869: Quelques réflexions sur la doctrine scientifique dite Darwinisme.[2]

## Honores

### Eponimia
- Demoulia J.E.Gray, 1838
- Moulinsia Cambess. 1829}} = Lepisanthes Blume, 1825
- Moulinsia Raf. 1830 = Aristida L., 1753
- Moulinsia Agassiz, 1841 [= Encope Agassiz, 1840
- Moulinsia Blume, 1849 = Erioglossum Blume, 1825

## Nota
- Su abreviatura botánica oficial es Des Moul., con una D mayúscula.
- La abreviatura «Des Moul.» se emplea para indicar a Charles des Moulins como autoridad en la descripción y clasificación científica de los vegetales.[3]